# Куп СР Југославије у рагбију 1994.
Куп СР Југославије у рагбију 1994. је било 2. издање Купа Савезне Републике Југославије у рагбију. 
Трофеј је освојио Партизан.
| Освајач купа Југославије у рагбију 1994. |
| ---------------------------------------- |
| Рагби клуб Партизан 4. трофеј            |